# Pálffy Ferdinánd (püspök)
Erdődy, 1636-tól gróf Pálffy Ferdinánd (Bécs, 1619. január 25. – Kassa, 1680. október 31. ) főúr, csanádi és egri püspök, Heves és Külső-Szolnok vármegye főispánja.

## Család származása
Erdődi előnevet használó magyar főnemesi család sarja. A család genealógiai kutatása az eredetét a Hédervári nemzetség Kont ágáig vezeti vissza.   
Apja Pálffy János koronaőr és főajtó-állómester és Komárom vármegye örökös főispánja volt.

## Élete
Középiskolai tanulmányait a Nagyszombati jezsuita gimnáziumban végezte. Teológiai tanulmányait Rómában és Grazban végezte.
Nagyszombatban szentelték pappá 1671-ben. Saját kérése alapján elbocsátották a jezsuita rendből és világi pap lett.
I. Lipót 1672-ben csanádi püspökké nevezte ki.  Támogatta a nagyszombati Keresztelő Szent János-székesegyház építését.  X. Kelemen pápa jóváhagyásával püspökké szentelték 1673-ban. Miután egyházmegyéje török megszállás alatt állt, ezért először az esztergomi érsek-prímás a Pozsony környéki plébániák látogatásával bízta meg. 1678-ban a király áthelyezte az egri püspökségre. 1681-1686 között volt egri püspök.
Végrendelete alapján a kassai jezsuiták templomában temették el.

## Fő művei
- Directorium Ecclesiasticum seu Ordo perpetuus recitandi officium. Nagyszombat, 1674